# Porto Esperidião
Porto Esperidião är en kommun i Brasilien.   Den ligger i delstaten Mato Grosso, i den centrala delen av landet, 1 200 km väster om huvudstaden Brasília. Antalet invånare är 11 535 (2016)
Omgivningarna runt Porto Esperidião är huvudsakligen savann. Trakten runt Porto Esperidião är nära nog obefolkad, med mindre än två invånare per kvadratkilometer.